# ادوارد واکر

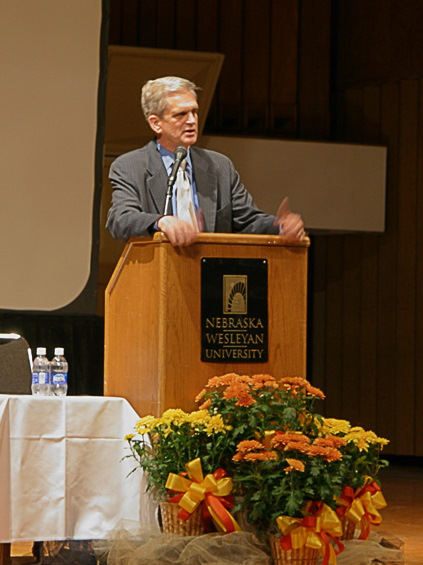
ادوارد س. واکر جونیور حین سخنرانی در دانشگاه وسلیان نبراسکا در ۱۴ سپتامبر ۲۰۰۶

ادوارد واکر (انگلیسی: .Edward S. Walker Jr؛ زادهٔ ۱ ژانویهٔ ۱۹۴۰) در ناحیه ابینگتون، شهرستان مونتگومری، پنسیلوانیا و سفیر پیشین ایالات متحده آمریکا در اسرائیل، مصر و امارات متحده عربی و متخصص امور خاور میانه است.

## تحصیلات
واکر در ۱۹۶۳ کارشناسی را از کالج همیلتون، نیویورک، دریافت کرد، سپس برای کارشناسی ارشد به بوستون رفت و مدرک خود را در سال ۱۹۶۵ از (کالج بوستون) اخذ کرد. او هنگام تحصیل در کالج همیلتون،در سال ۱۹۸۵، عضو قسمتی از کالج شدکه در پایان تحصیلات چهار نفر را به عنوان سفیر ایالات متحده آمریکا به خدمت می‌گرفت که (از جمله سفیر واکر) یکی از آن نفرات بود. او در ۱۹۶۲به کالج سلطنتی مطالعات دفاعی لندن رفت و درهمانجا فارغ‌التحصیل شد.

## مناصب
واکر برای خدمت به ارتش آمریکا رفت و سه سال در هایدلبرگ خدمت کرد. سفیر ادوارد اس. واکر جونیور یک محقق مرکز امور سیاسی در خاور میانه است. او در طول پنج سال خدمت از سال ۲۰۰۱ تا اوت همان‌سال به عنوان سفیر، مدیر عامل و معاون وزیر خارجه در امور خاور نزدیک خدمت کرد(۱۹۹۷–۱۹۹۷)، در سازمان ملل متحد در مصر (۱۹۹۴–۱۹۹۷)، نماینده دائم آمریکا در سازمان ملل با رتبه سفیر(۱۹۹۴–۱۹۹۳)، سفیر ایالات‌متحده آمریکا در امارات متحده عربی (۱۹۸۹–۱۹۹۲). در دوران جنگ خلیج فارس. معاون رئیس هیئت سفارت آمریکا در ریاض، عربستان سعودی و معاون وزیر در دفتر امور خاور میانه (۱۹۸۸). دستیار اجرایی برای مذاکرات صلح خاورمیانه (۱۹۸۲–۱۹۸۱)، معاون ویژه و نماینده ویژه رئیس‌جمهور برای مذاکرات صلح خاور میانه (۱۹۸۱–۱۹۷۹)
وی در مصر به عنوان نماینده ال گور معاون رئیس‌جمهور ایالات متحده آمریکا و رئیس‌جمهور حسنی مبارک در طرحی بزرگ برای اصلاح اقتصاد مصر کار کرد. واکر همچنین با مقامات اطلاعاتی آمریکا و مصر برای مقابله با تهدید تروریستی کار کرد و کارهایی که پیش از این پاول در اداره جدید جرج دابلیو بوش به عنوان دستیار وزیر کشور در امور خاور نزدیک عمل کرده بود را پیشبرد.

## آکادمیک
واکر جونیور اکنون کرسی برجسته استادی را در نظریه سیاسی جهانی در کالج همیلتون دنبال می‌کند. او در سال‌های ۲۰۰۳ و ۲۰۰۵ استاد مطالعات خاورمیانه بوده‌است. او در پاییز ۲۰۰۸ «چالش‌های جهانی» و «تروریسم، اسلام و مبارزه با تروریسم» را تدریس می‌کرد و در بهار سال ۲۰۰۹ به تدریس دموکراسی، دین و همکاری بین‌المللی و «تصمیم‌های بین‌المللی» پرداخت.